# 桑原真人
桑原 真人（くわばら まさと、1943年7月5日 - ）は、日本の歴史学者。学位は、経済学博士。専門は近代北海道史。愛媛県西条市出身。

## 来歴
愛媛県立松山南高等学校を経て、1966年横浜市立大学文理学部卒。1968年北海道大学大学院文学研究科修了。北海道大学文学部助手、北海道開拓記念館学芸部研究職員を経て、1989年札幌大学教養部助教授、同教養部教授、1995年札幌大学経済学部教授。2011年札幌大学学長および札幌大学女子短期大学部学長。2017年札幌大学学長・同短期大学部学長退任。札幌大学退職。
この他、札幌大学経済学部評議委員、同大学院経済研究科長、同附属総合研究所長を務め、札幌学院大学人文学部や北海学園大学法学部で非常勤講師も務めた。
主にアイヌ史や明治維新以降の北海道の歴史を手掛けるほか、経済学博士の立場から、北海道の分県運動も研究する。なお、「道州制が取りざたされている昨今、道州制と共に分県化もすべきである」として、分県論者としても知られる。

## 主著
- 『戦前期の北海道の史的研究』（北海道大学図書刊行会、1993年）
- 『アイヌ民族の歴史と文化-教育指導の手引き』（共著、山川出版社、2000年）
- 『県史1 北海道の歴史』（共著、山川出版社、2000年初版、2010年第2版）
- 関秀志ほか著『北海道の歴史　上（古代・中世・近世編）巻, 下（近代・現代編）巻』（新版, 北海道新聞社, 2006年）
- 『北海道の歴史がわかる本 石器時代から近・現代までイッキ読み!』（亜璃西社、2008年）

など多数